# Bobby Sisco
Bobby Sisco (* 24. August 1932 in Bolivar, Tennessee, als Robert W. Sisco; † 17. Juli 2005 in Munster, Indiana) war ein US-amerikanischer Rockabilly- und Country-Musiker.

## Leben

### Kindheit und Jugend
Bobby Sisco wuchs in Bolivar, Tennessee, auf, wo er auch zusammen mit seinem Freund Ramsey Kearney die High School abschloss. Kearney sollte später selbst Sänger werden. Sisco hatte zwei Schwestern und jeden Samstagabend hörte die Familie über das Radio die Grand Ole Opry aus Nashville. Seine Mutter brachte ihm bei, Gitarre zu spielen.

### Karriere
1948 hatte er über WTJS in Jackson, Tennessee, zwei gesponserte Radioshows und trat ab 1949 in den rauen Honky Tonks von Jackson auf. In der folgenden Zeit spielte er oft mit Carl Perkins und dessen Brüdern zusammen. Es folgten Auftritte bei WDXI, doch nachdem Siscos Vater die elterliche Farm aufgegeben hatte, zog die Familie nach Calumet, Michigan, wo er abends in Clubs auftrat. 
Durch Uncle John Ellis, einem DJ des Senders WJOB in Hammond, Indiana, wurde Sisco an Harry Glenn, Besitzer von Mar-Vel Records, gebracht, der ihn unter Vertrag nahm. Durch die finanzielle Unterstützung von Bill McCall, Leiter von 4 Star Records, konnte eine Session in den Universal Studios in Chicago arrangiert werden, die die Single Honky Tonkin‘ Rhythm / Wrong or Right produzierte. Veröffentlicht Anfang 1956 konnte die Platte vor allem Mittleren Westen Erfolge verzeichnen und eröffnete Sisco die Möglichkeit, mit Stars wie Johnny Cash, George Jones und Little Jimmy Dickens aufzutreten.
1957 spielte Sisco bei Chess Records vor und Besitzer Leonard Chess bot ihm einen Vertrag an. Nachdem Sisco Go, Go, Go schrieb wurde eine Session in Chicago abgehalten, bei der Sisco mit seinem Gitarristen Johnny Hammers und einer Studioband Go, Go, Go / Tall Dark & Handsome Man einspielte. Die B-Seite wurde von einigen Leuten mit Chuck Berrys Brown Eyed Handsome Man verwechselt und Sisco, der dachte, Chess hätte seinen Song an Chuck Berry weitergegeben, verließ Chess im Streit. Trotzdem wurde die Single veröffentlicht, erreichte jedoch kaum Erfolg und Siscos Vertrag wurde gekündigt.
In den Jahren danach arbeitete Sisco wieder mit Harry Glenn zusammen und spielte für dessen Glenn Records einige Country-Singles ein. Einer dieser Songs, Are You the Type, wurde auch mit Floyd Cramer, Grady Martin und Buddy Harman als Studioband auf Vee Jay Records veröffentlicht. Trotzdem wollte der Erfolg für Sisco nicht kommen. In den 1960er-Jahren spielte er Singles für Brave Records ein und leitete in den 1970er-Jahren sein eigenes Wesco-Label, auf dem auch seine eigenen Platten erschienen.
Bobby Sisco starb 2005 in Munster, Indiana.

## Diskographie
| Jahr | Titel                                           | Label #           |
| ---- | ----------------------------------------------- | ----------------- |
| 1956 | Honky Tonkin’ Rhythm / Wrong or Right           | Mar-Vel 45-MV-111 |
| 1957 | Go, Go, Go / Tall, Dark & Handsome Man          | Chess 1650        |
| 1960 | I’m Sure / You’re Not the Same                  | Glenn 011         |
| 1961 | Now I’m Free / Blue Lights                      | Glenn 012         |
| 1963 | Are You the Type / You’re Not the Same          | Glenn 013         |
| 1963 | Are You the Type / Fiction or Fate              | Vee Jay VJ544     |
|      | Not Like I Used to Do / Some How, Some Way      | Brave 1006        |
|      | Dark Horse / That Feeling Still Comes and Goes  | Brave 1007        |
|      | I’ve Really Lived It Up / Will You Be Satisfied | Brave 1010        |
|      | I’ve Tried to Forget / Not Like I Used to Be    | Brave 1011        |